# The Perils of Pauline (1914)
The Perils of Pauline ist ein US-amerikanisches Stummfilm-Serial aus dem Jahre 1914, „ein Klassiker des Cliffhanger-Kinos“, mit Pearl White in der Titelrolle.

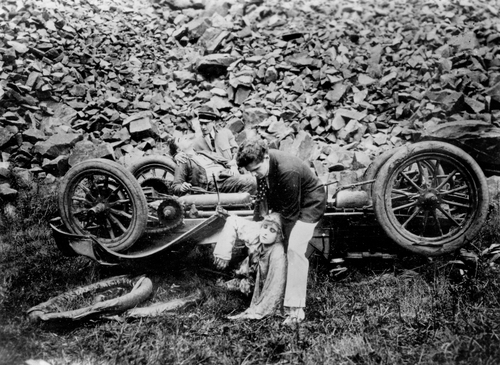
Autoüberschlagszene mit Pauline (Pearl White)

## Handlung
Die junge Pauline ist der Inbegriff einer couragierten, lebenssprühenden und abenteuerlustigen Frau. Der nahezu gleichaltrige Harry Marvin, Sohn von Paulines Vermögensverwalter Sanford Marvin, möchte sie unbedingt heiraten und macht ihr deshalb auf einem Tennis-Court einen entsprechenden Antrag. Pauline ist generell nicht abgeneigt, knüpft an die Eheschließung jedoch eine Reihe von Bedingungen: Sie sagt, dass sie, ehe sie ihr Ja-Wort gibt, ein Jahr lang Aktivitäten ihrer Wahl nachgehen und anschließend darüber schreiben wolle. Und so beginnen die, wie der Filmtitel verheißt, gefahrenträchtigen Abenteuer der Pauline, denn sie will unter anderem in einem Ballon fahren, ein Flugzeug fliegen, einen Rennwagen steuern, an einem Pferderennen und einer Schatzsuche teilnehmen, in einem Film mitspielen und schließlich sogar in ein Tauchboot hinabsteigen. Erwartungsgemäß bringt sie sich dadurch von einer Malaise in die nächste. Vor allem gerät Pauline in Schwierigkeiten, weil sie vom Handlanger Raymond Owens, dem schurkischen Sekretär ihres Adoptivvaters, attackiert wird.
Owen plant nämlich nicht weniger, als Pauline umzubringen und somit an ihr Erbe heranzukommen. Er heuert daher den außerordentlich übel beleumundeten Montgomery Hicks an, der Owen Geld schuldet und deshalb willig dessen Befehle befolgt. Auch Zigeunerkönig Balthazar zeigt sich bereit, alles zu tun, um Paulines Pläne zu durchkreuzen bzw. die tollkühne Heldin zu entführen oder zu ermorden. Allein ihr Gatte in spe Harry ist ihr eine Hilfe, wenn er als Retter in der Not zur rechten Zeit aufkreuzt, etwa als sie an einer Klippe hängt oder gefesselt in einem Haus, das in Flammen aufgeht, festgehalten wird. Da Pauline aber über einen außerordentlichen Lebenswillen verfügt, kann sie sich oftmals auch selbst aus einer misslichen Lage befreien. Nachdem Pauline schließlich auf einem verlassenen Schiff, das von der Marine für Schießübungen genutzt wird, gefangen gehalten wird, hat sie genug von ihrer Abenteuerlust und beschließt, wieder in Freiheit, sich nicht länger unnötigen Gefahren auszusetzen. Der schurkische Owen entgeht seinem Schicksal nicht und wird von einem Matrosen ertränkt. Jetzt endlich kann Pauline ihren geduldig wartenden Harry heiraten.

## Produktionsnotizen
The Perils of Pauline, eine Ostküstenproduktion, entstand 1913/14 überwiegend in den Filmstudios von Fort Lee (New Jersey) aber auch in Pittsburgh und auf Staten Island, und wurde am 23. März 1914 am Loew’s Broadway Theatre erstmals aufgeführt. Das erste der insgesamt zwanzig Kapitel besaß eine Länge von etwa eine halbe Stunde, die restlichen 19 Episoden waren jeweils etwa 20 Minuten lang. Auch in Europa lief die Actionfilmserie, die Pearl White schlagartig berühmt machte, mit beachtlichem Erfolg. Eine Vorführung in deutschen oder österreichischen Lichtspielhäusern ist hingegen nicht nachzuweisen.

## Wissenswertes
Diese Serie war derart erfolgreich, dass Pearl White, die bei zahlreichen ihrer Stunts ohne Double auskam, während des gesamten Ersten Weltkriegs, beginnend mit The Exploits of Elaine (ebenfalls 1914), zur „Serial Queen“ aufgebaut wurde. Zwei ihrer nachfolgenden Serien Die Abenteuer einer Dollarkönigin und Das Haus des Schreckens liefen nach Kriegsende (1920 ff.) erfolgreich in österreichischen (und vermutlich auch in deutschen) Lichtspieltheatern. In Europa führte diese Art Fortsetzungsfilme, noch während des Krieges, vor allem in Frankreich, zu Nachahmerproduktionen (Les Vampires, Judex), die nicht weniger erfolgreich als die US-Serials waren. In Deutschland leistete diesbezüglich Otto Rippert 1916 mit seinem phantastischen Sechsteiler Homunculus Pionierarbeit.